# Хитотоль
Хитотоль (исп. Jitotol) — малый город в Мексике, штат Чьяпас, входит в состав одноимённого муниципалитета и является его административным центром. Численность населения, по данным переписи 2020 года, составила 5580 человек.

## Общие сведения
Название Jitotol с языка науатль можно перевести как — место, где говорят на красивом языке.
Поселение было основано в середине XVII века под именем Сан-Хуан-Баутиста-Хитотоль.
9 ноября 1871 года поселение получило статус малого города и переименовано в Хитотоль-де-Сарагоса.